# El Payo
El Payo är en ort i Spanien.   Den ligger i provinsen Provincia de Salamanca och regionen Kastilien och Leon, i den centrala delen av landet, 260 km väster om huvudstaden Madrid. El Payo ligger 926 meter över havet och antalet invånare är 432.
Terrängen runt El Payo är kuperad söderut, men norrut är den platt. Runt El Payo är det glesbefolkat, med 18 invånare per kvadratkilometer. Närmaste större samhälle är Gata, 12,3 km öster om El Payo. 